# Reserva da Biosfera da Serra do Espinhaço
A Reserva da Biosfera da Serra do Espinhaço foi criada em 2005 pela UNESCO.

## Objetivos
A reserva foi criada para conservar os recursos biológicos, geomorfológicos e históricos da região.

## Reserva da Biosfera da Serra do Espinhaço em números
A segunda fase de reconhecimento da RBSE (2018), em Minas Gerais, compreende 172 municípios, perfazendo uma área de 10.218.895,20 hectares, nas regiões do Quadrilátero Ferrífero e da Serra do Espinhaço. Cita-se algumas das Unidades de Conservação da Reserva: 
As UCs são as seguintes:
- Parque Nacional Serra do Cipó,
- Parque Nacional das Sempre Vivas,
- Parque Estadual do Itacolomy,
- Parque Estadual da Serra do Rola-Moça,
- Parque Estadual da Serra do Ouro Branco,
- Parque Estadual do Rio Preto,
- Parque Estadual do Biribiri,
- Parque Estadual do Pico do Itambé,
- Estação Ecológica Estadual de Tripuí,
- Estação Ecológica Estadual de Fechos,
- Parque Natural Municipal do Ribeirão do Campo e
- Parque Natural Municipal do Salão de Pedras.
- Reserva Particular do Patrimônio Natural da Mata do Jambreiro

## Geografia
Abriga espécies como a canela-de-ema e as sempre-vivas. É uma área de transição de três biomas: Cerrado, Caatinga e Mata Atlântica. A vegetação denominada Campos Rupestres destaca a Serra do Espinhaço de outras regiões do mundo. Esses campos floridos se desenvolvem em solos planos, pedregosos ou arenosos em terras altas cortadas por rios e cachoeiras exuberantes. São formadas por um rico mosaico de comunidades vegetais que dependem do relevo local, da natureza do substrato e do microclima, mas ainda são pouco conhecidas devido à sua megadiversidade. 
Os estudos florísticos atuais estimam que existam entre 2.000 e 3.000 espécies com endemismo de 30% e cerca de 350 espécies ameaçadas de extinção. É um ecossistema extremamente frágil, com baixa resiliência e, por sua singularidade e complexidade, estudos têm sido indicados para elevar o status dos Campos Rupestres ao novo bioma brasileiro.
As nascentes dos rios São Francisco, Doce e Jequitinhonha se encontram na reserva. Estudos em turfeiras, que são consideradas ambientes naturais de interesse comunitário prioritário especial para conservação, na porção central da reserva também evideciam a riqueza dos solos na região da Serra do Espinhaço.